# Бетлхейм, Степан
Степан Бетлхейм (хорв. Stjepan Betlheim, 22 июля 1898[…], Загреб, Транслейтания — 24 сентября 1970[…], Загреб) — хорватский психиатр и психоаналитик.

## Юные годы и образование
Бетлхейм родился в Загребе в еврейской семье. Он изучал медицину в Граце и Вене, где проявил интерес к психоанализу и посещал лекции Зигмунда Фрейда. Окончил университет в 1922 году. Бетлхейм специализировался в области нейропсихиатрии в Вене, Берлине, Цюрихе и Париже. За время своей специализации он опубликовал шесть статей в авторитетных австрийских и немецких неврологических и нейропсихиатрических журналах.

## Карьера и дальнейшая жизнь
Он работал в Венской нейропсихиатрической клинике, которой руководил Юлиус Вагнер-Яурегг. После первого анализа с Паулем Шильдером Бетлхейм завершил обучение у Шандора Радо. Первые анализы Бетлхейма проводились под руководством Карен Хорни и Хелен Дойч. В 1928 году он вернулся в Загреб. Во время Второй мировой войны, в 1941 году, власти Независимого государства Хорватия отправили Бетлхейма, Степана Штайнера и 80 других еврейских врачей в Боснию для лечения эндемического сифилиса. Позже он бежал и присоединился к югославским партизанам. После войны, в 1948 году, он стал ассистентом в неврологическо-психиатрической клинике медицинского факультета Загребского университета, где ввёл психоаналитическое измерение в понимание психических заболеваний. В 1952 году он стал членом Международной психоаналитической ассоциации. Бетлхейм в дальнейшем развил групповую терапию сексуальных расстройств. В 1953 году Бетлхейм основал первое в Хорватии амбулаторное психотерапевтическое отделение в неврологическо-психиатрической клинике медицинского факультета Загребского университета и нейропсихиатрическую клинику в больничном центре Загребского университета. Параллельно с терапевтической работой Бетлхейм был также плодовитым учёным и преподавателем.

## Личная жизнь и смерть
Бетлхейм был женат на Марии Луизе (урождённой Моргенрот), от которой у него была дочь по имени Рут. До самой смерти Бетлхейм лечил пациентов, преподавал и занимался научными исследованиями. Он был похоронен на Мирогойском кладбище.

## Память
В 1998 году хорватская почта выпустила марку в его честь. Бюст профессора доктора Степана Бетлхейма установлен перед университетским больничным центром Загреба. Его дочь написала книгу о жизни своего отца, которая была издана и представлена в 2006 году в еврейской общине Загреба.

## Труды
- Psihijatrija, 1959
- Neuroze i njihovo lečenje, 1963
- O govornim omaškama u Korsakovljevoj psihozi, 1989
- Snovi u psihoterapiji, 1993
- Radovi, pisma, dokumenti : 1898–1970, 2006